# Bitácora (programa de televisión)
Bitácora fue un programa de documentales enfocado en mostrar sectores de Venezuela con el propósito de crear sentido de arraigo y apoyar el turismo interno. Producido por Cinesa, y transmitido por RCTV. Estuvo conducido por Valentina Quintero.

## Formato
Bitácora se interna en lo más profundo de Venezuela, en aquellos parajes que todos deseamos conocer y que solo Valentina Quintero y su equipo nos pueden mostrar.
Gracias a la agudeza en la animación de Valentina y a su pasión por captar la belleza de la geografía venezolana, "Bitácora" fue una referencia indiscutible a la hora de hacer turismo en Venezuela.
Una invitación a un viaje colmado de emociones y destinos inexplorados que además permite incrementar tus conocimientos en geografía y curiosidades de la cultura venezolana.
Con un formato donde se mezcla lo informativo con un lenguaje audiovisual dinámico, cámaras indiscretas, encuadres atractivos y siguiendo las últimas tendencias de real TV (en aquel entonces).
En los últimos años el programa se estaría produciendo en formato de HDTV.

## Reconocimientos
El programa ha sido ganador de reconocimientos como: Monseñor Pellín en 1996, el Premio Nacional de Periodismo en 1997 y el Dos de Oro en el 2001. 